# Герджиков, Огнян
Огнян Стефанов Герджиков (болг. Огнян Стефанов Герджиков; род. 19 марта 1946, София) — болгарский государственный и политический деятель, премьер-министр Болгарии с 27 января по 4 мая 2017 года.

## Биография
Родился 19 марта 1946 года в Софии.
Является выпускником Софийского университета. Начал свою карьеру в качестве преподавателя на юридическом факультете в 1979 году, с 1994 года является профессором правоведения.
Дважды избирался членом парламента по списку НДСВ. С 5 июля 2001 по 4 февраля 2005 года работал в качестве председателя болгарского парламента.
С 24 января по 4 мая 2017 года — председатель служебного правительства Болгарии.

## Личная жизнь
Кроме родного болгарского, он также владеет немецким и русским языками. Имеет хобби — настольный теннис, футбол и путешествия. Он женат и имеет одного ребёнка.

## Награды
Является кавалером ордена «Стара Планина» 1-й степени (16 марта 2006), получив его от президента Георгия Пырванова.